# Lophiotoma pseudocosmoi
Lophiotoma pseudocosmoi é uma espécie de gastrópode do gênero Lophiotoma, pertencente a família Turridae.